# 짧은모음근
짧은모음근(adductor brevis muscle) 또는 단내전근(短内轉筋)은 두덩근과 긴모음근 바로 깊은쪽에 위치하는 넓적다리의 근육이다. 엉덩관절 모음근에 속하며 주된 기능은 넓적다리를 안쪽으로 당기는 것이다. 짧은모음근과 다른 엉덩관절 모음근들은 양 발로 서 있을 때 몸통의 좌우 움직임을 안정화하거나, 움직이는 면 위에 서 있을 때 균형을 잡아주는 역할도 한다. 또한 말을 탈 때 넓적다리를 누르거나 축구나 수영 중에 발 안쪽으로 무언가를 찰 때도 이용된다. 마지막으로는 달리기나 부하에 저항하는 힘을 낼 때(스쿼트, 점프 등)에 넓적다리의 굽힘에 기여한다.

## 구조
삼각형 모양을 하고 있으며 두덩뼈의 몸통과 아래가지에서 좁게 시작된다. 이는곳은 두덩정강근과 바깥폐쇄근 사이에 위치한다. 세모꼴이던 짧은모음근은 넓어져 거친선의 위쪽 부분에 닿는다. 이 닿는곳은 두덩근의 닿는곳 바로 가쪽, 긴모음근의 위쪽에 있다.

### 위치 관계
앞면에는 두덩근, 긴모음근, 폐쇄동맥의 앞가지, 폐쇄정맥, 폐쇄신경이 존재한다.
뒷면에는 큰모음근, 폐쇄동맥 뒤가지, 폐쇄정맥, 폐쇄신경 등이 있다.
가쪽 경계에는 바깥폐쇄근과 엉덩허리근이, 안쪽 경계에는 두덩정강근과 큰모음근이 위치한다.
짧은모음근의 닿는곳 근처에서 관통동맥들 중 중간의 것이 짧은모음근을 뚫고 지나간다.

### 신경 분포
폐쇄신경의 앞가지와 뒤가지가 둘 다 짧은모음근에 분포한다.

## 기능
엉덩관절 모음근으로 주로 알려져 있으며 엉덩관절 굽힘근으로도 기능한다. 넙다리뼈를 가쪽으로 돌릴지 안쪽으로 돌릴지는 위치에 따라 달라진다.

## 추가 이미지

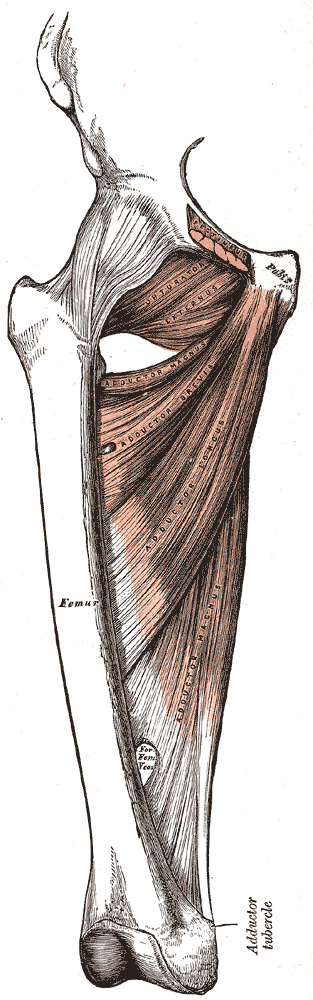
넓적다리 안쪽의 깊은층 근육들

## 참고 문헌
이 문서는 현재 퍼블릭 도메인에 속하는 그레이 해부학 제20판(1918) page 473의 내용을 기초로 작성된 글이 포함되어 있습니다.
1. ↑  Saladin, Kenneth (2010). 《Anatomy & Physiology: The Unity of Form and Function》 6판. McGraw-Hill. ISBN 978-0-07-337825-1.
2. ↑  Moore, Keith (1999). 《Clinically Oriented Anatomy》 5판. Lippincott Williams & Wilkins.
3. ↑  Wilson, Erasmus (1851). 《The anatomist's vade mecum: a system of human anatomy》. John Churchill. 260–1쪽.
4. ↑  Miura M, Nakamura E, Kato S, Usui T, Miyauchi R (August 1994). “The true nature of the adductor brevis dually innervated by the anterior and posterior branches of the obturator nerve in humans”. 《Okajimas Folia Anatomica Japonica》 71 (2–3): 67–82. doi:10.2535/ofaj1936.71.2-3_67. PMID 7808725.